# Dirk Meier
Dirk Meier (Genthin, Spremberg 1964), is Duits een voormalig wielrenner.
Meier behaalde zijn grootste successen als baanwielrenner, tijdens de Wereldkampioenschappen baanwielrennen voor amateurs van 1989 won hij met de Oost-Duitse ploeg de ploegenachtervolging. Op dat onderdeel was hij in 1986 en 1987 al als tweede geworden.
Meier nam Namens de DDR deel aan de Olympische Zomerspelen van 1988 en won hij een zilveren medaille op de ploegenachtervolging. 
Ook op de weg kon hij goed uit de voeten zo won hij onder anderen Olympia's Tour, de Ronde van Nedersaksen en twee keer de Ronde van Luik.

## Palmares

### Wegwielrennen
1987
2e etappe A en 3e etappe B Ronde van Luik
Eindklassement Ronde van Luik
1988
Proloog en 1e etappe B Ronde van Nedersaksen
Eind en bergklassement Ronde van Nedersaksen
7e etappe B Olympia's Tour
Eindklassement Olympia's Tour
1989
Eindklassement Ronde van Luik
1991
 Duits kampioenschap ploegentijdrit

### Baanwielrennen
| Jaar     | DK                                  | WK                   | Overig                                       |          |
| Amateurs | Amateurs                            | Amateurs             | Amateurs                                     | Amateurs |
| -------- | ----------------------------------- | -------------------- | -------------------------------------------- | -------- |
| 1983     | ploegenachtervolging                |                      |                                              |          |
| 1984     |                                     |                      |                                              |          |
| 1985     |                                     |                      |                                              |          |
| 1986     | ploegenachtervolging, achtervolging | ploegenachtervolging |                                              |          |
| 1987     | ploegenachtervolging                | ploegenachtervolging |                                              |          |
| 1988     |                                     |                      | Olympische Zomerspelen: ploegenachtervolging |          |
| 1989     |                                     | ploegenachtervolging |                                              |          |